# Gregor Hafnar
Gregor Hafnar, né le 19 janvier 1977, à Kranj, en République socialiste de Slovénie, est un joueur et entraîneur slovène de basket-ball. Il évolue au poste d'ailier.

## Palmarès
- Coupe de Slovénie 1997, 1998
- Finaliste du championnat d'Europe des 20 ans et moins 1998